# One Big Rush: The Genius of Joe Satriani
One Big Rush: The Genius of Joe Satriani è un album di raccolta del chitarrista statunitense Joe Satriani, pubblicato nel 2005.

## Tracce
1. One Big Rush - 3:27
2. Surfing with the Alien - 4:23
3. Sleep Walk - 2:45
4. Belly Dancer - 5:02
5. Back to Shalla-Bal - 3:16
6. (You're) My World - 3:56
7. Motorcycle Driver - 4:58
8. All Alone - 4:22
9. Cryin' - 5:43
10. Up In Flames - 4:33